# Festa de Santo Antônio de Borba
Realizada anualmente entre fins de maio e o dia 13 de junho, a Festa de Santo Antônio na cidade amazonense de Borba é um das mais antigas manifestações católicas continuamente celebradas na Região Norte do Brasil. Instituída em 1756 por ação de padres missionários jesuítas, a festividade, com o decorrer dos anos, absorveu ritos de origem popular, mesclando-os à estrutura do catolicismo normativo, o que resultou, como síntese, numa celebração religiosa singular.
O ápice dos festejos ocorre no dia 13 de junho, data dedicada a Santo Antônio, e é marcado por uma procissão solene que reúne milhares de pessoas todos os anos. Antes do cortejo pelas ruas da cidade, a imagem de Santo Antônio sob custódia da catedral é decorada com um manto de fitas e cédulas de dinheiro, aspecto distintivo não verificado em outras procissões tradicionais do Brasil.